# Sergey Veremeenko

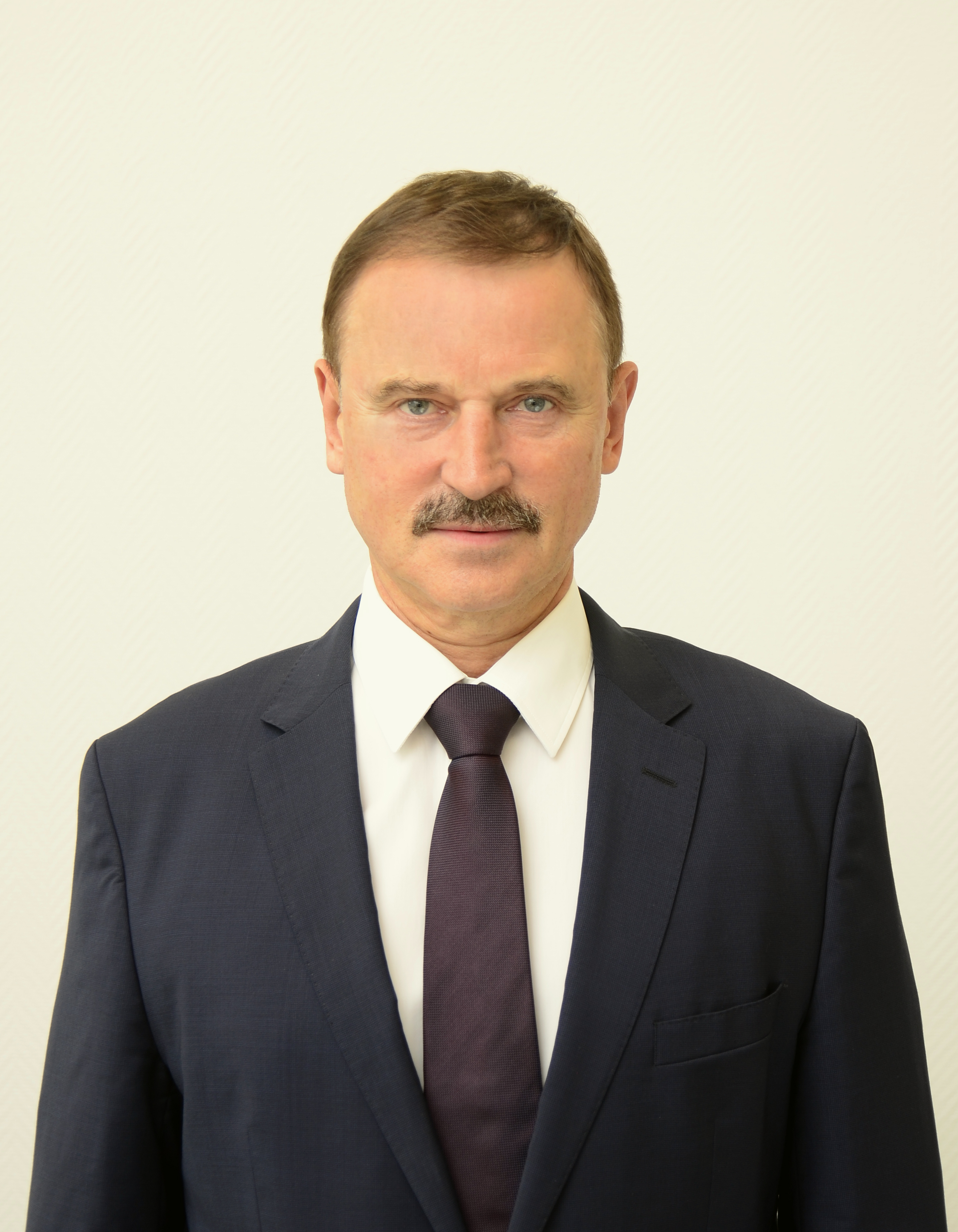
Sergey Veremeenko

Sergey Veremeenko (nascido em 29 de Setembro de 1955) é um empresário russo que, de acordo com a revista Forbes, tem um património líquido de 1,4 mil milhões de dólares americanos. Ele tem investimentos em siderurgia, mineração, bancos e microchips. Ele tem 25% das ações da Estar, um grupo de aço e metais, e também possui empreendimentos imobiliários de luxo nos subúrbios de Moscovo e vastos terrenos agrícolas em Tver, Kaluga e Penza. Ele também tem participações editoriais nos jornais Pravda.ru e Pravda International.
Sergey Veremeenko nasceu na cidade de Ufa. Em 2003, ele concorreu à presidência da República do Bashkortostan. Durante essas eleições, ele concorreu contra o chefe da região, Murtaza Rakhimov, mas Veremeenko acabou desistindo da corrida eleitoral. No mesmo ano, ele encerrou a sua parceria com o Sergey Pugachev, com quem foi coproprietário do Banco Industrial Internacional. 
Veremeenko é casado e tem três filhos. A sua terceira esposa, Sofya Skya (nascida Arzhakovskaya), detém o título de Mrs. World 2006. Eles tiveram um filho, Sergey, nascido em 2016. 